# Brock Ciarlelli
Brock Ciarlelli (12 juli 1993) is een Amerikaanse acteur. Van 2009 tot 2018 vertolkte hij de rol van Brad Bottig in de televisieserie The Middle.

## Persoonlijk leven
Brock Ciarlelli werd geboren in Littleton (Colorado) en groei op in de buitenwijken van Denver, waar hij op jonge leeftijd interesse ontwikkelde voor uitvoerende kunsten. Na het afronden van de middelbare school vervolgde hij zijn opleiding aan Chapman University in Orange (Californië) waar hij wiskunde ging studeren. Tegelijkertijd speelde hij in de serie The Middle.
Na de beëindiging van The Middle in 2018 stond hij met een solovoorstelling in het theater. Zender ABC benaderde Ciarlelli na afloop van de serie voor een rol in de spin-off Sue Sue in the City maar de serie werd nog hetzelfde jaar geannuleerd.
In 2018 kreeg Ciarlelli een relatie met Kameron Tarlow, de producer van The Middle. Ciarlelli heeft zich hard gemaakt voor de Black Lives Matter-beweging en de LGBTQ+-gemeenschap.
In 2022 speelde hij als Steve in de film Bros. Naast zijn acteerwerk is Ciarlelli actief als fitnessinstructeur en acteerdocent.

## Filmografie

### Televisieseries
- 2023: Glamorous – als Geoffrey (1 afl.)
- 2017: Valet – als Brock (6 afl.)
- 2009-2018: The Middle – als Brad Bottig (57 afl.)

### Films
- 2022: Bros – als Steve
- 2018: Sue Sue in the City – als Brad Bottig
- 2018: Home Entertainment (kortfim) – als Ben
- 2013: Beth and Ali (kortfilm) – als Brock